# Кологривова, Лидия Александровна
Лидия Александровна Кологривова (1873 ― 20 марта 1915, село Милет, Московская губерния) ― русская поэтесса и переводчица, общественная деятельница, член Русского Монархического собрания, активная деятельница монархического движения.

## Биография
Стала одним из первых членов Русского монархического собрания (РМС), вместе с мужем была учредителем Историко-Родословного общества в Москве, созданного с одобрения генерал-губернатора вел кн. Сергея Александровича. Деятельность Общества носила просветительский характер: издавались книги, собирались археологические съезды, читались лекции. Так Лидией Кологривовой был, например, прочитан реферат «Письма Вепрейского».
Вместе с подругами А. Милорадович и В. Гордеевой в 1902 году выпустила стихотворный сборник. Отдельная книга «Стихотворения» вышла в 1903 году. Далее стихи выходили в 1905, 1907, 1910 и 1912 гг. Все они получили очень хорошие отзывы в патриотической и церковной печати. Журнал «Православно-русское слово», разбирая стихи Кологривовой, писал: «Как по содержанию, так и по изложению, все стихотворения отличаются многими достоинствами. Предметы или темы их не пустячны и не пошлы, как в пьесах современных декадентов, но совершенно серьёзны, возвышены, близко касаются лучших потребностей нашей души, — словом, вполне достойны истинной поэзии. И внешняя форма стихотворений — выражение мыслей и чувств — довольно художественна: поэтические образцы изящны и благородны, стихи, за немногими исключениями, вообще правильны и гладки, достаточно музыкальны, рифмы благозвучны и удачны. Стихи Кологривовой по высоте и назидательности мыслей и по глубине чувств поучительны и трогательны, возбуждают в душе читателя благоговейные движения сердца и стремления к самоуглублению и самоусовершенствованию».
Журнал «Родная речь» отмечал: "Много у нас теперь людей, которые пишут стихи и печатают их, но где вы видите среди этих стихотворцев истинных поэтов? Истинные поэтические дарования в наш век, мещанский и пошлый, редки, поэтому мы с особенным удовольствием приветствуем появление настоящих поэтов. К числу именно таких настоящих, одаренных свыше чувством красоты и изящества поэтов должно отнести Л. А. Кологривову… На примере Л. А. Кологривовой особенно ясно и отчетливо вырисовываются как причины упадка русской поэзии, так и путь к её возрождению. Она — «счастливое и — увы! ― единственное в наше время исключение. Эта истинно русская женщина — законная и прямая наследница тех русских женщин, величавые и поэтические образы которых изображены мастерами русского слова. И стоя на родной, русской почве, воодушевляясь русскими идеями и чувствами, она непрестанно питает своё дарование и создает истинно поэтические произведения».
В 1903—1904 гг. Лидия Кологривова сотрудничала с журналом «Вестник Европы», с 1905 года печаталась в «Московских ведомостях», где постоянно по субботам и воскресеньям появлялись её религиозные и лирические стихи, отклики на события. Так, например, в 1905 году, откликаясь на известные события, она пишет стихотворение «Русь идёт!»:
В борьбе коварной и неравной// Изнемогал наш край родной,// В пыли был попран стяг державный///Крамол мятежною толпой.// Но день настал, страна прозрела,// Пришёл к сознанию народ,// И клич врагам кидает смело:// "Долой с дороги! Русь идет!
Произведения Л. Кологривовой, согласно её крайне правым взглядам, воспевали православие и патриотизм. Много написано ею стихов на религиозную тематику: «Рождественская ночь», «Саровская пустынь», «Молитва», «Воскресение Христово», «Иоанн Креститель» и др.
Патриотической и монархической тематике были посвящены и многие другие стихотворения поэтессы: «Наши исконные заветы», «О, Русь!», «Россия для Русских», «Черная Сотня» и др.
Программными стихами Кологривовой можно считать гражданственное стихотворение «Чёрная сотня»:
Когда неистовой хулою//Русь заливал крамольный вал,//Нас встретил враг насмешкой злою//И «Черной Сотней» нас прозвал.//Названье приняли мы смело,//Мы им довольны и горды;//На общее сплотило дело//Оно могучие ряды.//И наша рать для славной брани//Растет и крепнет ― шаг за шаг!//И замер смех в мятежном стане,//Увидел изумленный враг,//Что шуткой наглой и задорной//Не омрачился наш восход://То (недоступная ссылка), что считал он «Сотней Чёрной»,//То православный наш народ!
Интересны исторические стихи Кологривовой: «Ослябля и Пересвет», «Отрок Григорий», «Куликовская битва», «Избрание царицы Евдокии Лукьяновные Стрешневой» и др.
Взяв эпиграфом слова В. А. Грингмута, сказанные в 1906 году ― «Россия должна быть для русских. Россия, это — наше добро, которое мы приобрели своими многовековыми трудами, трудами угодников русских, русских царей и русского народа», Лидия Кологривова развила их в стихотворной форме:
Святой молитвой и трудом,//Снося невзгоды и страданья,//Народ свой отчий строил дом,//Слагал Руси державной зданье.//Терпя неволи страшный бич,//В борьбу и мир, без перемены,//За кирпичом он клал кирпич//И возводил все выше стены.//И вот чертог его готов,//Широко дверь раскрыта дома,//И он соседей и рабов//Зовет на пир в свои хоромы.//Хотя страны подвластный сын//Здесь встретил ласку и вниманье,//Народ лишь Русский — господин,//Просторный дом — его созданье.//Хозяин полный он всему,//Своими все создав трудами,//И место первое — ему//В углу палат под образами.//Напрасно праздная молва//Чужим пророчит одоленье,//Он за исконные права//Восстанет в мощном единеньи;//Он все попытки отразит//И волей твердою и стойкий//Своё владенье закрепит
Над дорогой своей постройкой.//Прочь руки! Кровью и трудом//Народ родное строил зданье//И не отдаст свой отчий дом//Он пришлецам на поруганье.
Стихотворения Лидии Кологривовой часто включались в различные хрестоматии для детей.
Скончалась она в 42 года в своём подмосковном имении, её отпевал протоиерей Иоанн Восторгов, чрезвычайно ценивший стихи Кологривовой. Он произнёс большую речь, сказав, что Лидия Александровна "посвятила «своё перо, своё вдохновение не суете мира и не случайным и кратковременным интересам жизни, а тому, что называется интересами и вопросами высшего порядка. В век, когда перо литератора и даже поэта столь часто служило неверию и глумлению над верой, нравственностью, над Церковью, над высокими патриотическими чувствами, над подвигами верности, благородства и служения долгу; в век, когда творчество поэтов столь часто отдается воспеванию плоти, греха, позора, злобы, ненависти; в век, когда слово поэтическое стало продажным и служило столь часто наемником у модных или господствующих посредством наглости и засилья политических и общественных течений и партий, — слово ныне поминаемой поэтессы, Лидии Александровны Кологривовой, всегда было солью растворено, руководствовалось началами вечности, посвящено было идеалам Высшей Истины, Добра, Красоты и Бесконечного. Сколько возвышенных религиозных стихотворений принадлежит ей! Они были бы достойны, при иных условиях и обстоятельствах, общецерковного употребления. Сколько прекрасных и трогательных строк вылилось из-под её пера в честь и славу Христа Воскресшего и в знаменование пасхальной радости! Они впоследствии, с течением времени, войдут в сборники и книги для молодых поколений, и долго будут напоминать родному русскому народу о возвышенных религиозных переживаниях русской женщины-поэта. Сколько стихотворений патриотических, согретых огнём любви, воодушевления и любви, написано ею, — и написано в такое время, когда всякое патриотическое воодушевление подвергалось насмешкам и преследованию!».
Говоря о скупом внимании литературной критики к поэтессе, газета «Русский стяг» не без оснований писала: «Причина, конечно, обусловлена в значительной части тем, что покойная Лидия Александровна всей душой олицетворяла собой протест против смуты, шла против течения, что, как известно, у нас не прощается… Лидия Александровна под вихрем безумных свобод главы не склонила и смело стала в ряды монархистов, вооружась художественным пером против крамолы.
Умерла 20 марта 1915 года в Москве. Похоронена в своем имении в селе Милет, Московской губернии
После революции имя Кологривовой было прочно забыто, о ней не писали в литературных справочниках и энциклопедиях, стихи не публиковались.
В 2009 году, впервые после 1912 года петербургским издательством „Леушинское подворье“ с предисловием известного петербургского священника Геннадия Беловолова издан сборник стихов Лидии Кологривовой „Исконные заветы. Избранные духовные стихотворения“.
Семья: муж ― Сергей Николаевич Кологривов (1855—1919), историк и археолог, сотрудник Императорского Санкт-Петербургского Археологического института. Дочь Ольга.

## Сочинения
- Стихотворения и переводы А. Милорадович, Л. Кологривовой и В. Гордеевой. ― М., 1902. — 96, 200 экз.
- Стихотворения. М.: Тип. Д. Корнатовского, 1903. — 109 с. — 600 экз.
- Стихотворения. М., 1905. — 186 с. — 1060 экз.
- Стихотворения. М., 1907. — 66 с. — 1200 экз.
- Стихотворения. М.: Верность, 1907. — II, 66 с.
- Стихотворения. М., 1910. — 62 с. — 200 экз.
- Стихотворения. Сергиев Посад: Изд. О-ва содействия религиозно-нрав. патриотич. воспитанию детей, 1912. — 32 с. — 10000 экз.
- Исконные заветы. Избранные духовные стихотворения». ― СПб., 2009.